# Катеринославська виставка
Катеринославська виставка — південно-російська сільськогосподарська, промислова та кустарна виставка, що проходила в Катеринославі, Російська імперія, в 1910. Організована за рішенням Катеринославського земства та частково його коштом. Почесним попечителем виставки був голова Ради міністрів Російської імперії Петро Столипін. 

## Історія
Виставка тривала з 1 липня по 30 вересня 1910 в Міському саду Катеринослава. У ній взяли участь переважно сільські господарства  Катеринославської,  Полтавської,  Харківської,  Таврійської,  Херсонської губерній, а також  Кубанської області та  області Війська Донського. Поряд з ними були промислові підприємства. Загальна площа виставкової території склала  175 000 м².
Значна увага на ті часи було приділено рекламі майбутнього заходу — для цього залучалися газети та журнали, був налагоджений випуск рекламних марок, плакатів, листівок і буклетів , а потенційним учасникам розсилалися особливі запрошення. У звіті про виконану роботу секретар інформаційної комісії виставки написав: 

«Практика попередніх виставок довела всю важливість і значення правильно поставленої і широко розповсюдженої реклами. В основу сучасних виставок повинен бути покладений простий комерційний розрахунок і девіз: реклама — двигун торгівлі».

Урочисте відкриття Катеринославської виставки відбулося о 12 годині 1 липня. Спочатку було вирішено зробити вхід на неї платним, вхідний квиток в день відкриття експозиції коштував  3 карбованця — серйозна в ті роки сума. На відкритті виставки були присутні більше 2 000 осіб, багато з яких — по почесним запрошеннями. Виставка виявилася дорогим заходом — витрати на її проведення склали 562 000 карбованців, а дохід вона принесла на 334 000; різниця покрилася за рахунок Катеринославського земства. 